# 36 (số)
36 (ba mươi sáu hay còn được đọc là băm sáu) là một số tự nhiên ngay sau 35 và ngay trước 37.

## Trong đời sống
Theo cụ Hoàng Xuân Hãn thì " số ba mươi sáu là một phương-số mà người Á-Âu đều coi là có đặc tính huyền bí ". Một số thông tin về số 36:
- 36 là số kế sách (chước) trong binh pháp của người Trung Quốc. Trong đó, trong Ba mươi sáu kế, kế thứ 36 là kế rút lui đồng thời cũng là kế được đánh giá cao nhất, "Tam thập lục kế, tẩu vi thượng sách", tạm dịch: Ba mươi sáu chước, chuồn là hay hơn cả.

## Trong văn học
- 36 cũng là số phép thần thông biến hóa của Trư Bát Giới một nhân vật trong tác phẩm Tây Du Ký của nhà văn Ngô Thừa Ân
- Nhà văn Thạch Lam trong tập bút ký viết năm 1943 cũng có đề cập đến số 36 với những câu thơ:

Rủ nhau chơi khắp Long thành,
Ba mươi sáu phố rành rành chẳng sai
- Trong ca dao Việt Nam cũng có đề cập đến số 36:

Hà Nội băm sáu phố phường
Hàng Gạo, hàng Đường, hàng Muối trắng tinh
- Trong truyện Bích Câu kì ngộ cũng có câu liên quan đến số 36

Vẩn vơ trong áng phồn hoa
Ba mươi sáu động, ai là chủ nhân?
- Trong truyện Kiều cũng có đoạn

Thừa cơ lẻn bước ra đi
Ba mươi sáu chước, chước gì là hơn?
- Dân ca quan họ Bắc Ninh có bài " Ba mươi sáu thứ chim ":

Trên rừng ba mươi sáu thứ chim
Thứ chim chèo bẻo, thứ chim chích chòe

## Trong phim truyện
- Bộ phim Ngôi nhà số 36 (36 quais des orfèvres) của điện ảnh Pháp được khởi chiếu tại Việt Nam vào tháng 5 năm 2005 đã được khán giả khen ngợi. Điện ảnh Mỹ cũng luôn đề cao thành công của bộ phim này.

## Trong toán học
- Bình phương của 36 là 1296.
- Căn bậc hai của 36 là 6.